# Nord (Ouganda)
Pour les articles homonymes, voir Nord (homonymie).
La région Nord est une des 4 régions administratives de l'Ouganda.
La capitale de la région est Gulu, deuxième plus grande ville du pays.
En 2010, la région était divisée en 30 districts, rassemblés au sein de 4 sous-régions : la sous-région du Nil-Occidental, la sous-région d'Acholi, la sous-région de Lango et la sous-région de Karamoja.

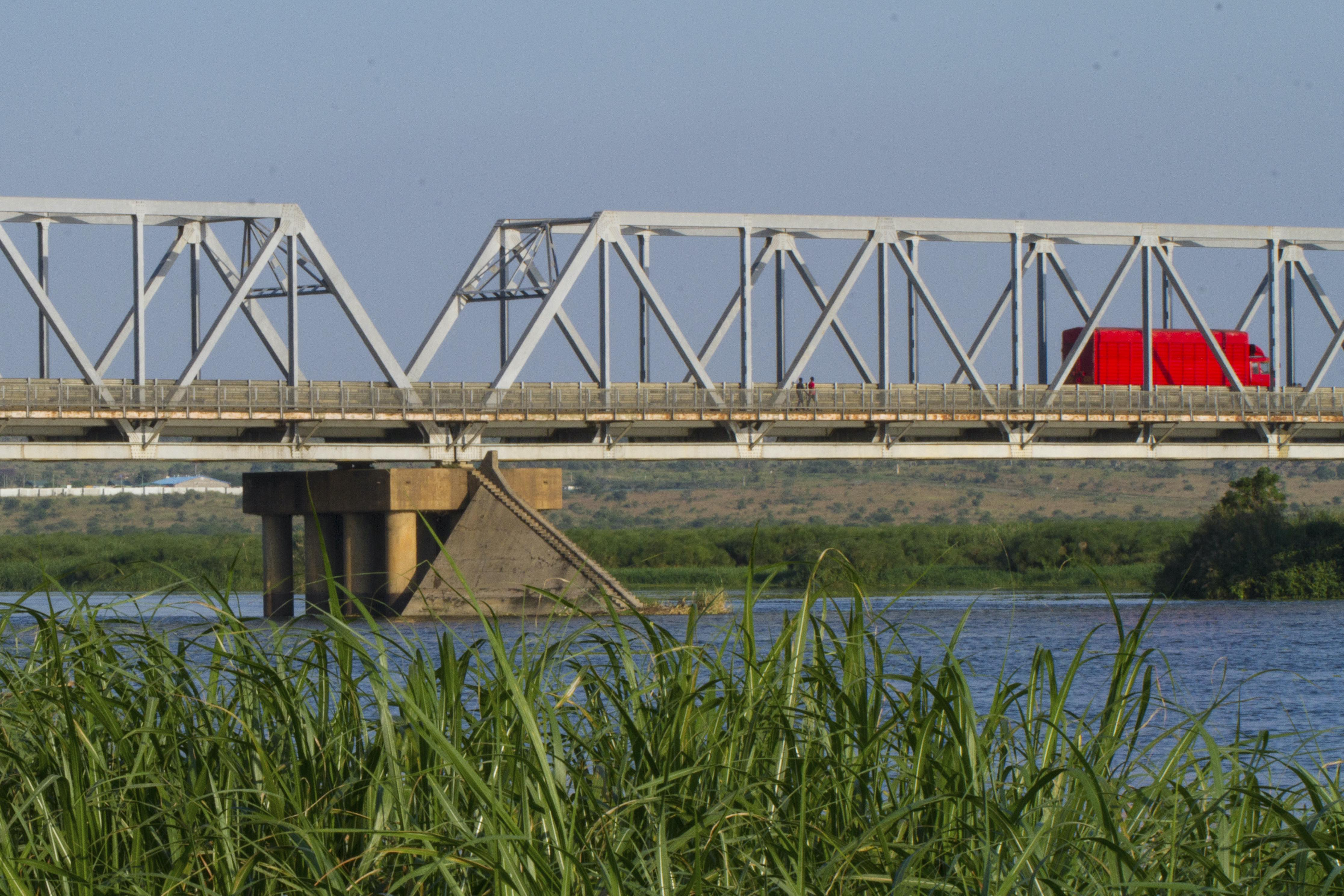
Traversée du pont sur le Nil Blanc près de Pakwach.